# アントン作戦
アントン作戦（アントンさくせん、ドイツ語: Unternehmen Anton）は、第二次世界大戦中の1942年にドイツとイタリアが実行したヴィシー・フランス占領作戦である。

## 背景
ドイツによるヴィシー・フランス占領計画は、最初は1940年12月にアッティラ作戦として策定された。それはすぐに、コルシカ島占領作戦であるCamellia作戦とあわせて一つの作戦とされた。アントン作戦は、アッティラ作戦を元にドイツ軍の参加部隊の変更やイタリア軍の参加などの変更を加えたものであった。
1942年11月8日に連合国軍が北アフリカのフランス領に上陸（トーチ作戦）すると、アドルフ・ヒトラーはフランスの地中海側を攻撃の危険に晒すことは出来なかった。フランス首相ピエール・ラヴァルとの最終会談の後、ヒトラーは11月11日コルシカ島を占領し、その翌日にヴィシー・フランスを占領するよう命じた。

## 経過
1942年11月10日夕刻までに枢軸国軍はアントン作戦の準備を完了した。ドイツ第1軍は大西洋沿岸部からスペインとの国境に沿って進軍し、ドイツ第7軍はフランス中部からヴィシーとトゥーロンへ向け進軍した。これらの部隊はヨハネス・ブラスコヴィッツ将軍の指揮下にあった。イタリア軍は、第4軍がコート・ダジュールを占領し、1個師団がコルシカ島に上陸した。11月11日夕刻までにドイツ軍の戦車は地中海沿岸に達した。
ヴィシー・フランスの抵抗は、独仏休戦協定違反を非難するラジオ放送のみに留まった。最初5万名のヴィシー・フランス軍がトゥーロン周辺で防御体制を取ったが、ドイツに解散を要求されると、抵抗するだけの力はなかった。結局、海外植民地を除くフランス本土全域が、ナチス・ドイツの支配下に置かれることになる。ただし、ピエール・ラヴァル首相をはじめとするフランス政府そのものは残された。
続いて、ドイツ軍はトゥーロンのフランス艦隊奪取を目的としたリラ作戦を実行した。だが、フランスの指揮官達は交渉や策略で時間を稼ぎ、11月27日に艦隊を自沈させた。